# Tournoi de Wimbledon 1898
 (novembre 2023).
Si vous disposez d'ouvrages ou d'articles de référence ou si vous connaissez des sites web de qualité traitant du thème abordé ici, merci de compléter l'article en donnant les références utiles à sa vérifiabilité et en les liant à la section « Notes et références ».
Résultats du Tournoi de Wimbledon 1898.

## Simple messieurs
Finale : Reginald Frank Doherty  Royaume-Uni bat Hugh Lawrence Doherty  Royaume-Uni 6-3, 6-3, 2-6, 5-7, 6-1

## Simple dames
Finale : Charlotte Cooper  Royaume-Uni bat Louise Martin  Royaume-Uni 6-4, 6-4